# Phoebe hedgei
Phoebe hedgei är en lagerväxtart som beskrevs av M.Gangop. & A.Sarmah. Phoebe hedgei ingår i släktet Phoebe och familjen lagerväxter. Inga underarter finns listade i Catalogue of Life.